# Madeira-Fledermaus
Die Madeira-Fledermaus (Pipistrellus maderensis) ist eine europäisch-nordafrikanische Fledermausart aus der Gattung der Zwergfledermäuse. Sie gilt als eine sehr nahe Verwandte der Weißrandfledermaus; eine tatsächliche Trennung dieser beiden Arten ist noch nicht genau bestimmt. Die Madeira-Fledermaus kommt außer auf der Insel Madeira auf einigen Kanarischen Inseln und möglicherweise in nicht gesicherten Vorkommen auf den Azoren-Inseln vor.
Die Art unterscheidet sich von der Zwergfledermaus durch die etwas geringere Größe, dies gilt ebenfalls noch im Vergleich zur Größe von Weißrandfledermäusen in kontinentalen Gebieten. Das Fell ist auf Ober- und Unterseite in etwa gleich gefärbt und wird als schokoladenbraun bis hin zu rot- und orangebraun beschrieben. Der Gesichtsbereich, die Ohren und Flughäute sind annähernd schwarz gefärbt und zeigen damit Ähnlichkeit zur Zwergfledermaus. Ebenfalls ähnlich sind die Ortungslaute, deren unteres Frequenzende bei 42–47 kHz liegt.
Die Artunterscheidung zwischen Madeira-Fledermaus und Weißrandfledermaus ist nicht endgültig geklärt. Es gibt in den Populationsdurchschnitten Unterschiede in der Größe, der Fellfärbung und im Verlauf der Ortungsrufe. Tatsächlich unterscheiden sich örtlich abgegrenzte Gruppen von Madeira-Fledermäusen und von Weißrandfledermäusen der Inseln jeweils stärker von kontinentalen Weißrandfledermäusen als untereinander. Üblicherweise orientiert sich die Artenunterscheidung daran, ob die verschiedenen Gruppen untereinander Nachwuchs hervorbringen können.

## Ernährung
Die Madeira-Fledermaus ernährt sich, ähnlich wie Zwerg- und Weißrandfledermaus, von Zweiflüglern (z. B. Mücken), Nachtfaltern und Käfern. Die Jagd verläuft ebenfalls ähnlich wie bei den beiden anderen Arten entweder in niedrigerer Höhe im freien Luftraum oder in kleinräumigen Bereichen, wie zwischen Büschen, den Kronen von Bäumen (auch im Wald) oder im Siedlungsbereich, z. B. in der Nähe von Straßenlaternen.

## Systematik
Die Madeira-Fledermaus gehört zur Gattung der Zwergfledermäuse (Pipistrellus), die weltweit rund 35 Arten umfasst. In Europa leben vier weitere Arten, die Rauhautfledermaus (Pipistrellus nathusii), die Zwergfledermaus (Pipistrellus pipistrellus), die Weißrandfledermaus (Pipistrellus kuhlii) und die Mückenfledermaus (Pipistrellus pygmaeus).

## Bedrohung
Die Madeira-Fledermaus steht unter Naturschutz. Auf Madeira und den Kanarischen Inseln ist die Art weit verbreitet.
In der Roten Liste der IUCN 2016 wird die Art als vulnerable (gefährdet) geführt. Als Gründe dafür gelten das kleine Verbreitungsgebiet und der Rückgang der Populationen aufgrund der Zerstörung ihres Lebensraums, des Einsatzes von Pestiziden und Störungen an den Schlafplätzen.